# Tvåtjärnen, Jämtland
Tvåtjärnen är en sjö i Krokoms kommun i Jämtland och ingår i Indalsälvens huvudavrinningsområde.